# Judo na Letní univerziádě 2011
Soutěže v judu na letní univerziádě 2011 probíhaly ve sportovní v hale Kongresového centra v Šen-čenu, Čína v období 13. až 17. srpna 2011.

## Program
- SO - 13.08.2011 - těžká váha (+100 kg, +78 kg) a polotěžká váha (−100 kg, −78 kg)
- NE - 14.08.2011 - střední váha (−90 kg, −70 kg) a polostřední váha (−81 kg, −63 kg)
- PO - 15.08.2011 - lehká váha (−73 kg, −57 kg) a pololehká váha (−66 kg, −52 kg)
- ÚT - 16.08.2011 - superlehká váha (−60 kg, −48 kg) a kategorie bez rozdílu vah
- ST - 17.08.2011 - soutěž týmů

## Česká stopa
Výsledky českých reprezentantů v judu 2011
- -60 kg – Jan Zavadil
- -66 kg – Jaroslav Stalmacher
- -73 kg – Václav Sedmidubský
- -90 kg – Michal Horák

- bez rozdílu vah – Michal Horák

## Výsledky – váhové kategorie

### Muži
| Kategorie | Zlato                   | Stříbro                | Bronz                    | Bronz                  |
| --------- | ----------------------- | ---------------------- | ------------------------ | ---------------------- |
| -60 kg    | Kim Won-čin (KOR)       | Činbatyn Otgon (MGL)   | Robert Mšvidobadze (RUS) | Tóru Šišime (JPN)      |
| -66 kg    | Hwang Po-pe (KOR)       | Juito Jošida (JPN)     | Florent Urani (FRA)      | Ma Tuan-pin (CHN)      |
| -73 kg    | Děnis Jarcev (RUS)      | Kim Won-čong (KOR)     | Marcelo Contini (BRA)    | Piotr Kurkiewicz (POL) |
| -81 kg    | Tomohiro Kawakami (JPN) | Rustam Alimli (AZE)    | Murat Chabačirov (RUS)   | Victor Penalber (BRA)  |
| -90 kg    | Abdul Omarov (RUS)      | Sherali Jo‘rayev (UZB) | Valentin Radu (ROU)      | Rjóhei Anai (JPN)      |
| -100 kg   | Rjúnosuke Haga (JPN)    | Clement Delvert (FRA)  | Zafar Machmadov (RUS)    | Kim Te-kjong (KOR)     |
| +100 kg   | Kim Su-wan (KOR)        | Maciej Sarnacki (POL)  | Mathieu Thorel (FRA)     | Takeši Odžitani (JPN)  |

### Ženy
| Kategorie | Zlato                     | Stříbro                       | Bronz                     | Bronz                      |
| --------- | ------------------------- | ----------------------------- | ------------------------- | -------------------------- |
| -48 kg    | Kaori Kondóová (JPN)      | Kristina Rumjancevová (RUS)   | Violeta Dumitruová (ROU)  | Aurore Climenceová (FRA)   |
| -52 kg    | Zuzanna Pawlikowská (POL) | So Ha-na (KOR)                | Juki Hašimotovál (JPN)    | Meriem Moussaová (ALG)     |
| -57 kg    | Megumi Išikawaová (JPN)   | Kim Čan-ti (KOR)              | Hélène Receveauxová (FRA) | Hannah Brücková (GER)      |
| -63 kg    | Esther Stamová (NED)      | Miki Tanakaová (JPN)          | Hwang Čun-kum (PRK)       | Lin Mej-ling (CHN)         |
| -70 kg    | Kim Pollingová (NED)      | Laura Vargasová Kochová (GER) | Juko Imaiová (JPN)        | Natália Bordignonová (BRA) |
| -78 kg    | Viktorija Turksová (UKR)  | Géraldine Mentouopouová (FRA) | Čang Ťie (CHN)            | Čong Kjong-mi (KOR)        |
| +78 kg    | Čchin Čchien (CHN)        | Kim Na-jong (KOR)             | Emilie Andéolová (FRA)    | Belkıs Zehra Kayaová (TUR) |

## Výsledky – ostatní disciplíny

### Bez rozdílu vah
|      | Zlato              | Stříbro              | Bronz                     | Bronz                  |
| ---- | ------------------ | -------------------- | ------------------------- | ---------------------- |
| muži | Kim Song-min (KOR) | Renat Saidov (RUS)   | Masaru Momose (JPN)       | David Moura (BRA)      |
| ženy | Kim Či-jun (KOR)   | Aja Išijamaová (JPN) | Claudirene Césarová (BRA) | Emilie Andéolová (FRA) |

### Týmová soutěž
|      | Zlato    | Stříbro | Bronz    | Bronz       |
| ---- | -------- | ------- | -------- | ----------- |
| muži | Japonsko | Francie | Ukrajina | Jižní Korea |
| ženy | Japonsko | Čína    | Francie  | Polsko      |

pozn: Uvedeni jsou pouze judisté, kteří zasáhli v týmové soutěži do bojů.